# Ступин, Иван Васильевич
Иван Васильевич Ступин (род. 16 февраля 2000, Иркутск, Иркутская область, Россия) — российский боксёр-любитель, выступающий в полусредней и в первой средней весовых категориях.
Мастер спорта России (2018), член сборной России по боксу (2022—н.в.), чемпион мира среди военнослужащих (2021), серебряный (2022) и бронзовый (2021) призёр чемпионата России, бронзовый призёр Всероссийской Спартакиады (2022), чемпион Европы среди молодёжи до 22 лет (2021), чемпион России среди молодёжи до 22 лет (2021), победитель и призёр международных и всероссийских турниров в любителях.

## Биография
Родился 16 февраля 2000 года в городе Иркутске, в Иркутской области, в России.
Выступает за клуб ЦСКА и служит рядовым в спортивной роте.

## Любительская карьера
В апреле 2016 года стал победителем в вес до 66 кг первенства России среди юниоров в Иркутске, в финале победив Дмитрия Гамазанова.
А затем в июне 2016 года стал победителем в вес до 66 кг Юниорского чемпионата Европы в Капошвар (Венгрия), в финале по очкам (2:1) победив ирландца Джека Филипа Конроя.
В 2017 году стал победителем всероссийского турнира среди юношей.
8 октября 2018 года ему было присвоено спортивное звание «Мастер спорта России».
И в декабре 2018 года он стал победителем в весе до 69 кг престижного международного турнира среди молодёжи Golden Gloves в Нише (Сербия), в финале победив Юрия Осипова.

### 2019—2020 год
В 2019 году стал серебряным призёром международного турнира.
И в начале ноября 2019 года в Самаре участвовал на чемпионате России в категории до 69 кг, где он в 1/8 финала соревнований по очкам (0:5) проиграл опытному Сергею Собылинскому, — который в итоге стал бронзовым призёром чемпионата России 2019 года.
В конце ноября 2020 года в Оренбурге участвовал на чемпионате России в категории до 69 кг, где он в 1/8 финала соревнований по очкам (0:5) проиграл Алисе Шарифову, — который в итоге стал бронзовым призёром чемпионата России 2020 года.

### 2021—2022 год
В мае 2021 года он стал чемпионом России среди молодёжи (19-22 лет) в категории до 69 кг, в финале победив Игоря Свиридченкова.
В июне 2021 года в Розето-дельи-Абруцци (Италия) стал чемпионом Европы среди молодёжи (19-22 лет) в весе до 69 кг, где он в полуфинале по очкам (5:0) победил англичанина Харриса Акбара, а в финале раздельным решением судей (4:1) победил украинца Максима Молодана.
В начале сентября 2021 года в Кемерово стал бронзовым призёром на чемпионате России в категории до 71 кг, где он в первом раунде соревнований по очкам единогласным решением судей победил Радмира Абдурахманова, затем в 1/8 финала по очкам единогласным решением судей со счётом 5:0 победил Руслана Остроухов, затем в четвертьфинале единогласным решением судей со счётом 5:0 победил Чеэрава Ашалаева, но в полуфинале раздельным решение судей (2:3) проиграл Юрию Осипову, — который в итоге стал серебряным призёром чемпионате России 2021 года.
В конце сентября 2021 года стал чемпионом на 58-м чемпионате мира среди военнослужащих в Москве (Россия) проведённого под эгидой Международного совета военного спорта, где он в полуфинале единогласным решением судей победил опытного иракского боксёра Вахида Абдул-Рида, и в финале раздельным решением судей (4:1) победил венесуэльца Кристиана Паласио Медана.
В феврале 2022 года стал серебряным призёром в весе до 71 кг на представительном международном турнире «Странджа» проходившем в Софии (Болгария), в финале проиграв опытному соотечественнику Вадиму Мусаеву.
В августе 2022 года, в Москве стал бронзовым призёром в категории до 71 кг Всероссийской Спартакиады между субъектами РФ по летним видам спорта среди сильнейших спортсменов, где он в четвертьфинале единогласным решением судей победил Вусала Алиева, но затем в полуфинале единогласным решением судей проиграл Дмитрию Захарову из ХМАО-Югра, — который в итоге стал серебряным призёром Всероссийской Спартакиады 2022 года.
В начале октября 2022 года в Чите стал чемпионом России в категории до 71 кг, где он в 1/8 финала соревнований по очкам единогласным решением судей (5:0) победил Сергея Ситникова, в четвертьфинале по очкам единогласным решением судей (5:0) победил Александра Швалова, в полуфинале раздельным решением судей (4:1) победил Исмаила Муцольгова, но в финале единогласным решением судей проиграл Игорю Свиридченкову.

## Спортивные результаты
- Чемпионат мира по боксу среди военнослужащих 2021 года — ;
- Чемпионат России по боксу 2021 года — ;
- Чемпионат России по боксу 2022 года — ;
- Всероссийская спартакиада 2022 года — ;
- Чемпионат Европы по боксу среди молодёжи (19-22 лет) 2021 года — ;
- Чемпионат России по боксу среди молодёжи (19-22 лет) 2021 года — .
- Кубок России по боксу 2025 — ;